# Терци ди Сант’Агата, Джулио
Джулио Терци ди Сант’Агата (итал. Giulio Terzi di Sant'Agata; род. 9 июня 1946, Бергамо, Италия) — итальянский карьерный дипломат. Посол Италии в Израиле (2002—2004), Постоянный представитель Италии при Организации Объединённых Наций (25 августа 2008 — 30 сентября 2009), Посол Италии в США (1 октября 2009 — 16 ноября 2011), Министр иностранных дел Италии в правительстве Марио Монти (16 ноября 2011 — 26 марта 2013).

## Образование
Получил степень в области права в Миланском университете, специализируется в области международного права.

## Ранняя карьера
Присоединился к дипломатической службе Италии в 1973 году. В течение первых двух лет в Министерстве иностранных дел в Риме, он служил в качестве сотрудника по протокольным вопросам назначен зарубежных визитов итальянских чиновников. В 1975 году он был отправлен в качестве первого секретаря по политическим вопросам в посольстве Италии в Париже. После возвращения в Рим в 1978 году, в качестве специального помощника Генерального секретаря, он был в Канаде, как торгово-экономический советник в течение почти пяти лет, период резкого роста в экономической и высокотехнологичного сотрудничества между Италией и Канадой. Он был генеральным консулом в Ванкувере во время Всемирной выставки 1986 года, где он продвигал крупные мероприятий для итальянского бизнеса и культуры на тихоокеанском побережье Канады.
В 1987 году Терци вернулся в Рим, чтобы служить сначала в Департаменте по экономическим вопросам с упором на высокие технологии обмена, а затем в качестве руководителя одного из отделений Департамента кадров и людских ресурсов. Его следующим иностранным назначением было при НАТО в Брюсселе, где он был политическим советником итальянской миссии Североатлантического совета в сразу же после Холодной войны, объединение Германии, и первой войны в Персидском заливе.

## Более поздняя карьера
С 1993 по 1998 Терци был в Нью-Йорке в постоянном представительстве Италии в Организацию Объединённых Наций как первый советник по политическим вопросам, а затем как министр и заместитель Постоянного представителя. В этот период — отмеченный Боснийской войной, гражданской войной в Сомали, а также конфликтами в африканских Великих озёрах — Италия была непостоянным членом Совета Безопасности. К глобализации середины девяностых и новых вызовов международной безопасности подчеркнул необходимость серьезных реформ органов ООН, причина, что Италия выступала во всех форумах ООН.
Посол Терци занимал пост заместителя генерального секретаря министерства Италии иностранных дел в Риме, генерального директора по политическим вопросам и правам человека, и политическим директором. В этом качестве, в его обязанности входило крупной международной безопасности и политических вопросов, особенно в рамках Совета Безопасности ООН, Генеральной Ассамблеи ООН и Совета ООН по правам человека, а также Совету Европейского Союза, НАТО, G8, и ОБСЕ. Он также посоветовал министру иностранных дел на международную безопасность, сосредоточив внимание на Западных Балканах, на Ближнем Востоке, в Афганистане, Восточной Африки, распространение ядерного оружия, терроризм и права человека.
Его более последние зарубежные назначения были посол Италии в Израиле (2002—2004), период, который характеризуется началом Второй интифады, улучшение отношений между ЕС и Израилем во время итальянского председательства в ЕС (июль — декабрь 2003 года), и подтверждение приверженности Израиля и Палестинской автономии в мирный процесс на основе дорожной карты.

## Министр иностранных дел
На 16 ноября 2011 Терци был назначен министром иностранных дел в технократической кабинет министров во главе с премьер-министром Марио Монти.
Терци подал в отставку 26 марта 2013 года в результате резкой критики в Италии за свои действия в дипломатическом споре между Италией и Индией в связи с вооружённым инцидентом 2012 года в Аравийском море.
С 2020 года член партии - Братья Италии.

## Награды
- Кавалер Большого креста ордена «За заслуги перед Итальянской Республикой» (22 ноября 2010 года)[2].
- Великий офицер ордена «За заслуги перед Итальянской Республикой» (27 декабря 2007 года)[3].
- Командор ордена «За заслуги перед Итальянской Республикой» (2 июня 2000 года)[4].